# Акопян, Карен Акопович
Каре́н Ако́пович Акопя́н (род. 18 января 1992, Владивосток, Россия) — российский и армянский футболист, полузащитник.

## Карьера
Воспитанник владивостокского футбола. С 2009 года защищал цвета «Луча-Энергии». Дебютировал за клуб 24 апреля 2010 года в матче против «Иртыша» (1:1). С 2011 года выступал за молодёжный состав московского «Динамо». Сезон 2012/13 провёл в аренде в «Ладе». 23 сентября 2013 года подписал контракт с армянским клубом «Ширак», с которым выиграл Суперкубок страны. В феврале 2014 года перешёл в комсомольскую «Смену». Летом того же года вернулся в «Луч-Энергию», в котором завершил карьеру в 2015 году.

## Достижения
- Обладатель Суперкубка Армении: 2013
- Бронзовый призёр зоны «Восток» Второго дивизиона: 2013/14